# 佩奇伊夫卡
49°36′51″N 35°44′54″E / 49.61417°N 35.74833°E
佩奇伊夫卡（烏克蘭語：Печіївка）是位於烏克蘭東部的村莊，由哈爾科夫州别列斯京区的舊維里夫卡市鎮負責管轄。該村面積0.32平方公里，海拔高度167米，2001年人口94，人口密度每平方公里295.6人。